# مارچین سیبر
مارچین سیبر (انگلیسی: Marcin Sieber؛ زادهٔ ۳۱ ژانویهٔ ۱۹۹۶) بازیکن فوتبال اهل لهستان است.
از باشگاه‌هایی که در آن بازی کرده‌است می‌توان به باشگاه فوتبال ارتسگبیرگ آئو اشاره کرد.